# やさしい英会話
『やさしい英会話』（やさしいえいかいわ）は、1991年4月1日から1999年3月29日までNHK教育テレビジョンで放送されていた語学番組である。

## 概要
文化や習慣の違いに戸惑いながらもアメリカの生活に適応していく過程を描く、1年完結の英会話番組であった。隔年更新で4シリーズが放送された。

## 放送時間
いずれも日本標準時、別の時間帯での再放送あり。
- 月曜日 7:00 - 7:20 （1991年4月1日 - 1992年3月30日）
- 木曜日 7:00 - 7:20 （1992年4月9日 - 1994年3月31日）
- 月曜日 7:00 - 7:20 （1994年4月4日 - 1998年3月30日） - 元の時間帯に復帰。
- 月曜日 7:10 - 7:30 （1998年4月6日 - 1999年3月29日）

## 出演者・放送リスト

### 1991年度・1992年度
50代後半の日本人女性がニューヨーク単身ホームステイをめぐって、言葉の壁や文化の違いで起きる様々な事件。
- 講師：ニール・タトル
- アシスタント：小島丹奈

| タイトル                                    | 初回放送日     |
| ------------------------------------------- | -------------- |
| アメリカ到着 1 空港ロビーで                 | 1991年4月1日   |
| アメリカ到着 2 手荷物のひきとり             | 1991年4月8日   |
| アメリカ到着 3                              | 1991年4月15日  |
| アメリカ到着 4 お祈りはしないの?            | 1991年4月22日  |
| アメリカ到着 5 4月のまとめ                  | 1991年4月29日  |
| 一夜あけて 1 おはよう                       | 1991年5月6日   |
| 一夜あけて 2 朝食                           | 1991年5月13日  |
| 一夜あけて 3 行って参ります                 | 1991年5月20日  |
| 一夜あけて 4 2杯めのコーヒー                | 1991年5月27日  |
| 午後のひととき 1 洗たく屋で                 | 1991年6月3日   |
| 午後のひととき 2 ブティックにて             | 1991年6月10日  |
| 午後のひととき 3 スーパーマーケット         | 1991年6月17日  |
| 午後のひととき 4 メグを迎えに               | 1991年6月24日  |
| 家族とすごす夕べ 1 夕食は親子どんぶり       | 1991年7月1日   |
| 家族とすごす夕べ 2 夕食がすんで             | 1991年7月8日   |
| 家族とすごす夕べ 3 宿題を手つだう           | 1991年7月15日  |
| 家族とすごす夕べ 4 テレビを見よう           | 1991年7月22日  |
| 家族とすごす夕べ 5 7月のまとめ              | 1991年7月29日  |
| 楽しい夏休み 1 休暇のプラン                 | 1991年8月5日   |
| 楽しい夏休み 2 くるまにつみ込む             | 1991年8月12日  |
| 楽しい夏休み 3 キャンプのしたく             | 1991年8月19日  |
| 楽しい夏休み 4 ハイキング                   | 1991年8月26日  |
| 新学年 1 買いものリスト                     | 1991年9月2日   |
| 新学年 2 買いもののあとで                   | 1991年9月9日   |
| 新学年 3 クリスとのおしゃべり               | 1991年9月16日  |
| 新学年 4 おかねの問題                       | 1991年9月23日  |
| 新学年 5 9月のまとめ                        | 1991年9月30日  |
| 秋のできごと 1 ホームシック                 | 1991年10月7日  |
| 秋のできごと 2 ヘレンとサム                 | 1991年10月14日 |
| 秋のできごと 3 ジョギングをしよう           | 1991年10月21日 |
| 秋のできごと 4 ハロウィーンの準備           | 1991年10月28日 |
| ニューヨーク・11月 1 道にまよう             | 1991年11月4日  |
| ニューヨーク・11月 2 ロバートのオフィス     | 1991年11月11日 |
| ニューヨーク・11月 3 すし屋で昼食           | 1991年11月18日 |
| ニューヨーク・11月 4 感謝祭のディナー       | 1991年11月25日 |
| クリスマスがやってくる 1 クリスマス・カード | 1991年12月2日  |
| クリスマスがやってくる 2 クリスマスの買物   | 1991年12月9日  |
| クリスマスがやってくる 3 かざりつけ         | 1991年12月16日 |
| クリスマスがやってくる 4 クリスマス・イブ   | 1991年12月23日 |
| クリスマスがやってくる 5 まとめ             | 1991年12月30日 |
| アメリカのお正月 1 新年の誓い               | 1992年1月6日   |
| アメリカのお正月 2 新年のすごしかた         | 1992年1月13日  |
| アメリカのお正月 3 新年のダイエット         | 1992年1月20日  |
| アメリカのお正月 4 ヘレンとサムの結婚式     | 1992年1月27日  |
| 冬はつらいよ 1 大雪で休校                   | 1992年2月3日   |
| 冬はつらいよ 2 ハナさんカゼをひく           | 1992年2月10日  |
| 冬はつらいよ 3 家庭療法                     | 1992年2月17日  |
| 冬はつらいよ 4 お医者は高い                 | 1992年2月24日  |
| さよならアメリカ 1 さよならパーティー       | 1992年3月2日   |
| さよならアメリカ 2 帰国の荷づくり           | 1992年3月9日   |
| さよならアメリカ 3 お別れの朝食             | 1992年3月16日  |
| さよならアメリカ 4 空港でのお別れ           | 1992年3月23日  |
| さよならアメリカ 5 まとめ                   | 1992年3月30日  |

### 1993年度・1994年度
アメリカに単身赴任した日本人熟年男性がビジネス社会で巻き起こす波紋。
- 講師：ケイト・エルウッド

| タイトル                                      | 初回放送日     |
| --------------------------------------------- | -------------- |
| ようこそ、太郎おじさん 1 太郎の到着を待つ     | 1993年4月8日   |
| ようこそ、太郎おじさん 2 太郎の到着           | 1993年4月15日  |
| ようこそ、太郎おじさん 3 みんなにおみやげ     | 1993年4月22日  |
| ようこそ、太郎おじさん 4 おやすみなさい       | 1993年4月29日  |
| オフィスへ初出勤 1 行ってきます               | 1993年5月6日   |
| オフィスへ初出勤 2 私のオフィスは?            | 1993年5月13日  |
| オフィスへ初出勤 3                            | 1993年5月20日  |
| オフィスへ初出勤 4 上司と話す                 | 1993年5月27日  |
| オフィスでのトラブル 1 お茶くみはいたしません | 1993年6月3日   |
| オフィスでのトラブル 2 3人で昼食              | 1993年6月10日  |
| オフィスでのトラブル 3 いただきます           | 1993年6月17日  |
| オフィスでのトラブル 4 長い一日の終わり       | 1993年6月24日  |
| アパートさがし 1 家具つきのワンルーム         | 1993年7月1日   |
| アパートさがし 2 部屋の下見                   | 1993年7月8日   |
| アパートさがし 3 ひっこし                     | 1993年7月15日  |
| アパートさがし 4 住みごこちはどう?            | 1993年7月22日  |
| アパートさがし 5 まとめ                       | 1993年7月29日  |
| 夏休み 1                                      | 1993年8月5日   |
| 夏休み 2 魚つり                               | 1993年8月12日  |
| 夏休み 3 ピクニック                           | 1993年8月19日  |
| 夏休み 4 お弁当                               | 1993年8月26日  |
| レイバーデー 1                                | 1993年9月2日   |
| レイバーデー 2 苦情処理                       | 1993年9月9日   |
| レイバーデー 3 カラオケって何?                | 1993年9月16日  |
| レイバーデー 4 歌いましょう                   | 1993年9月23日  |
| レイバーデー 5 まとめ                         | 1993年9月30日  |
| 10月の憂うつ 1 太郎さんかぜをひく             | 1993年10月7日  |
| 10月の憂うつ 2 会社を早退                     | 1993年10月14日 |
| 10月の憂うつ 3 大家さんのおしゃべり           | 1993年10月21日 |
| 10月の憂うつ 4 あたたかいスープ               | 1993年10月28日 |
| 感謝祭 1 男たちとスポーツ                     | 1993年11月4日  |
| 感謝祭 2 休日が多すぎる                       | 1993年11月11日 |
| 感謝祭 3 はたらきすぎです                     | 1993年11月18日 |
| 感謝祭 4 七面鳥は後まわし                     | 1993年11月25日 |
| 楽しいクリスマス フィス・パーティー           | 1993年12月2日  |
| 楽しいクリスマス クリスマスの準備             | 1993年12月9日  |
| クリスマス気分 御用おさめ                     | 1993年12月16日 |
| クリスマス気分 メリークリスマス               | 1993年12月23日 |
| クリスマス気分 まとめ                         | 1993年12月30日 |
| 新しいスタート 1 お年玉                       | 1994年1月6日   |
| 新しいスタート 2 仕事はじめ 1                 | 1994年1月13日  |
| 新しいスタート 3 仕事はじめ 2                 | 1994年1月20日  |
| 新しいスタート 4 仕事はじめ 3                 | 1994年1月27日  |
| 終わりがよければ 1 電話                       | 1994年2月3日   |
| 終わりがよければ 2 約束                       | 1994年2月10日  |
| 終わりがよければ 3 食事をしよう               | 1994年2月17日  |
| 終わりがよければ 4 予約をする                 | 1994年2月24日  |
| 仕事がいっぱい                                | 1994年3月3日   |
| 外で食事                                      | 1994年3月10日  |
| 恐竜博物館                                    | 1994年3月17日  |
| ミチコおばさんの到着                          | 1994年3月24日  |
| まとめ                                        | 1994年3月31日  |

### 1995年度・1996年度
ニューヨーク郊外で新生活を始めた、新婚ほやほやの日本人カップル。隣家と親しくなりながら英会話を身につける。
- 講師：ニール・タトル

| タイトル                                    | 初回放送日     |
| ------------------------------------------- | -------------- |
| 知り合いになる 1 新しい隣人                 | 1995年4月3日   |
| 知り合いになる 2 引っこし                   | 1995年4月10日  |
| 知り合いになる 3 紹介                       | 1995年4月17日  |
| 知り合いになる 4 お仕事は?                  | 1995年4月24日  |
| 習慣を身につける 1 電話に困る               | 1995年5月1日   |
| 習慣を身につける 2 クルマがパンク           | 1995年5月8日   |
| 習慣を身につける 3 買いもの                 | 1995年5月15日  |
| 習慣を身につける 4 買いものでへとへと       | 1995年5月22日  |
| 習慣を身につける 5 まとめ                   | 1995年5月29日  |
| 夕食と地理 1 家族で決める                   | 1995年6月5日   |
| 夕食と地理 2 夕食への招待                   | 1995年6月12日  |
| 夕食と地理 3 日本についての質問             | 1995年6月19日  |
| 夕食と地理 4 食事に出かける                 | 1995年6月26日  |
| ジャスティンのアルバイト 1 パパのアドバイス | 1995年7月3日   |
| ジャスティンのアルバイト 2 ママとの契約     | 1995年7月10日  |
| ジャスティンのアルバイト 3 ケイコと話す     | 1995年7月17日  |
| ジャスティンのアルバイト 4 収入の計算       | 1995年7月24日  |
| ジャスティンのアルバイト 5 まとめ           | 1995年7月31日  |
| 日本からの訪問者 1                          | 1995年8月7日   |
| 日本からの訪問者 2                          | 1995年8月14日  |
| 日本からの訪問者 3                          | 1995年8月21日  |
| 日本からの訪問者 4                          | 1995年8月28日  |
| 新学年と空手 1 お母さんとおしゃべり         | 1995年9月4日   |
| 新学年と空手 2 マフィンがいっぱい           | 1995年9月11日  |
| 新学年と空手 3 本の立ち読み                 | 1995年9月18日  |
| 新学年と空手 4 空手のけいこ                 | 1995年9月25日  |
| お父さんの急病 1 クラブハウスで             | 1995年10月2日  |
| お父さんの急病 2 1番ティーで                | 1995年10月9日  |
| お父さんの急病 3 お父さんがんばって         | 1995年10月16日 |
| お父さんの急病 4 病院をあとに               | 1995年10月23日 |
| お父さんの急病 5 まとめ                     | 1995年10月30日 |
| 感謝祭の季節 1                              | 1995年11月6日  |
| 感謝祭の季節 2                              | 1995年11月13日 |
| 感謝祭の季節 3                              | 1995年11月20日 |
| 感謝祭の季節 4                              | 1995年11月27日 |
| もうすぐクリスマス 1 ケーキの誘惑           | 1995年12月4日  |
| もうすぐクリスマス 2 贈り物を選ぶ           | 1995年12月11日 |
| もうすぐクリスマス 3 クリスマス・キャロル   | 1995年12月18日 |
| もうすぐクリスマス 4 クリスマスの翌日       | 1995年12月25日 |
| もうすぐクリスマス 5 まとめ                 | 1996年12月30日 |
| お正月のできごと 1                          | 1996年1月8日   |
| お正月のできごと 2                          | 1996年1月15日  |
| お正月のできごと 3                          | 1996年1月22日  |
| お正月のできごと 4                          | 1996年1月29日  |
| トシ子の活躍 1                              | 1996年2月5日   |
| トシ子の活躍 2                              | 1996年2月12日  |
| トシ子の活躍 3                              | 1996年2月19日  |
| トシ子の活躍 4                              | 1996年2月26日  |
| 赤ちゃん待ち 1                              | 1996年3月4日   |
| 赤ちゃん待ち 2                              | 1996年3月11日  |
| 赤ちゃん待ち 3                              | 1996年3月18日  |
| 赤ちゃん待ち 4                              | 1996年3月25日  |

### 1997年度・1998年度
ニューヨークに単身赴任のサラリーマンが妻と息子を呼び寄せ、同僚のアメリカ人一家と家族ぐるみの付き合いを始める。
- 講師：ニール・タトル

| タイトル                                     | 初回放送日     |
| -------------------------------------------- | -------------- |
| 今年の＂やさしい英会話＂                     | 1997年3月31日  |
| ニューヨークへようこそ 1                     | 1997年4月7日   |
| ニューヨークへようこそ 2                     | 1997年4月14日  |
| ニューヨークへようこそ 3                     | 1997年4月21日  |
| ニューヨークへようこそ 4                     | 1997年4月28日  |
| 日本を紹介する 1                             | 1997年5月5日   |
| 日本を紹介する 2                             | 1997年5月12日  |
| 日本を紹介する 3                             | 1997年5月19日  |
| 日本を紹介する 4                             | 1997年5月26日  |
| 大都会ブルース 1                             | 1997年6月2日   |
| 大都会ブルース 2                             | 1997年6月9日   |
| 大都会ブルース 3                             | 1997年6月16日  |
| 大都会ブルース 4                             | 1997年6月23日  |
| 大都会ブルース 5                             | 1997年6月30日  |
| 初恋 1                                       | 1997年7月7日   |
| 初恋 2                                       | 1997年7月14日  |
| 初恋 3                                       | 1997年7月21日  |
| 初恋 4                                       | 1997年7月28日  |
| シルバー・ロマンス 1                         | 1997年8月4日   |
| シルバー・ロマンス 2                         | 1997年8月11日  |
| シルバー・ロマンス 3                         | 1997年8月18日  |
| シルバー・ロマンス 4                         | 1997年8月25日  |
| おとなの世界 1                               | 1997年9月1日   |
| おとなの世界 2                               | 1997年9月8日   |
| おとなの世界 3                               | 1997年9月15日  |
| おとなの世界 4                               | 1997年9月22日  |
| おとなの世界 5 まとめ                        | 1997年9月29日  |
| 秋は楽しい季節 1                             | 1997年10月6日  |
| 秋は楽しい季節 2                             | 1997年10月13日 |
| 秋は楽しい季節 3                             | 1997年10月20日 |
| 秋は楽しい季節 4                             | 1997年10月27日 |
| アメリカ国民 みんなの祭日 1                  | 1997年11月3日  |
| アメリカ国民 みんなの祭日 2                  | 1997年11月10日 |
| アメリカ国民 みんなの祭日 3                  | 1997年11月17日 |
| アメリカ国民 みんなの祭日 4                  | 1997年11月24日 |
| クリスマス・シーズン ニューヨーク風 1        | 1997年12月1日  |
| クリスマス・シーズン ニューヨーク風 2        | 1997年12月8日  |
| クリスマス・シーズン ニューヨーク風 3        | 1997年12月15日 |
| クリスマス・シーズン ニューヨーク風 4        | 1997年12月22日 |
| クリスマス・シーズン ニューヨーク風 5 まとめ | 1997年12月29日 |
| 伝統と試験 1                                 | 1998年1月5日   |
| 伝統と試験 2                                 | 1998年1月12日  |
| 伝統と試験 3                                 | 1998年1月19日  |
| 伝統と試験 4                                 | 1998年1月26日  |
| 恋の季節 1 バレンタインのカード              | 1998年2月2日   |
| 恋の季節 2 バレンタインの贈りもの            | 1998年2月9日   |
| 恋の季節 3 遅れてきたバレンタイン            | 1998年2月16日  |
| 恋の季節 4 デートの約束                      | 1998年2月23日  |
| おとうさんの転勤 1                           | 1998年3月2日   |
| おとうさんの転勤 2                           | 1998年3月9日   |
| おとうさんの転勤 3                           | 1998年3月16日  |
| おとうさんの転勤 4                           | 1998年3月23日  |
| 1月〜3月のまとめ                             | 1998年3月30日  |